# Damaszener Zimmer (Metropolitan Museum of Art)

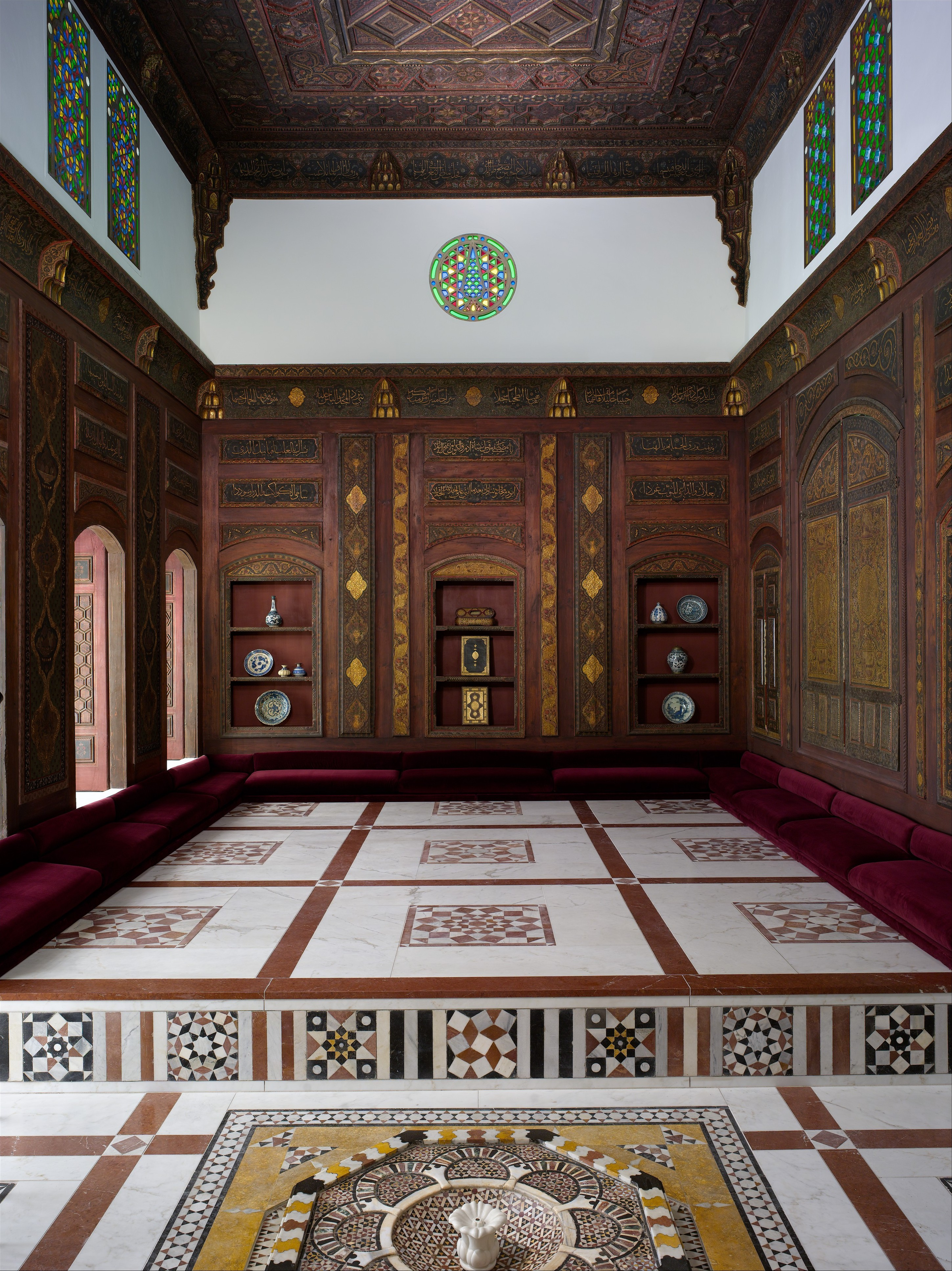
Das Damaszener Zimmer im Metropolitan Museum of Art in New York City

Das Damaszener Zimmer (oder Nur-al-Din-Zimmer) stellt die Reproduktion eines Vestibüls eines syrischen Oberschichtshaushalts dar, und ist Teil der Ausstellungsfläche des Metropolitan Museum of Art in New York City.

## Geschichte
Das Damaszener Zimmer wurde während der 1970er Jahre als Teil des islamischen und osmanischen Flügels des Metropolitan Museum of Art in New York City konzipiert, wobei in der Mehrheit direkt mit Materialien aus Syrien, nach der Vorlage des aus dem Jahr 1707 aus Damaskus stammenden Zimmers gearbeitet wurde. Obwohl das Ausstellungszimmer in der Anfangszeit nach dem in diversen Verkaufsdokumenten erwähnten Familiennamen Nur al-Din benannt wurde, hat sich in der Zwischenzeit der Terminus in Anlehnung an die syrische Hauptstadt durchgesetzt, da dieser der nur ungenügend historisch-gesicherten Provenienz des Zimmers nach Ansicht des Museums besser gerecht wird. Das Zimmer wurde im Jahr 2011 aufwändig renoviert und ist nunmehr Teil der neu eingerichteten islamischen Galerie.

## Ausstattung
Das Interieur des Zimmers stellt die Reproduktion eines typischen Vestibüls eines syrischen Oberschichtshaushalts dar und folgt dabei den gängigen Linien und Formen der osmanischen Bau- und Dekorationskultur des 18. Jahrhunderts in Vorderasien. Dabei wird das Zimmer von einer schweren Holztäfelung an Wänden und Decke gekennzeichnet, welche wiederum reich verziert und ornamentiert ist, und dabei die geometrischen Formen der islamischen Bautradition sowie auch poetische Inschriften in arabischer Sprache aufnimmt. In den Wandschmuck sind weiter auch Fenster und Wandschränke eingebaut, die mit verzierten Porzellanvasen geschmückt sind.
Zwischen der Holzvertäfelung an der Wand und der durch Stuck ornamentierten Decke befinden sich weiter vier durch Glasmalerei gekennzeichnete Fenster, welche in dunklen Farbtönen bemalt sind, und gedämmtes Licht in den Raum lassen.
Im vorderen Teil des Eingangs wird der Raum durch einen bunt verzierten Springbrunnen bespielt, der seinerseits die Tradition des islamischen Brunnenbaus aufnimmt und in einen weißen, jedoch geometrisch durch diverse Farben und Muster abgegrenzten Marmorfußboden eingebettet ist. Den Übergang zwischen Fußboden und Wandvertäfelung bildet eine schlichte, in violett-rötlichen Samt gefasste Diwanreihe, die zum Verweilen einlädt.